# Tobias Eriksson
Tobias Eriksson (Ljusdal, 19 maart 1985) is een voormalig Zweeds voetballer.

## Carrière

### In clubverband
Eriksson maakte in het seizoen 2009 de overstap van GIF Sundsvall naar Kalmar FF. Bij zijn nieuwe club ontpopte Eriksson zich al snel tot bruikbare kracht. In zijn eerste twee seizoenen kwam hij tot respectievelijk 29 en 30 wedstrijden in de hoofdmacht. Het daaropvolgende seizoen kwam Eriksson door knieproblemen minder vaak in actie.
In het seizoen 2011 was Eriksson weer fit en speelde hij in 27 van de 28 competitieduel mee. Daarin vond hij drie keer het net. Bovendien drong hij met Kalmar FF door tot de finale van de Svenska Cupen, de beker van Zweden. Daarin verloren Eriksson en zijn ploeggenoten van Helsingborgs IF.
Eriksson kwam in het seizoen 2012 in twee derde van de competitieduels in actie. Wederom waren blessures hiervan de oorzaak. Desondanks heeft Eriksson in december 2012 zijn contract bij Kalmar FF met drie seizoenen verlengd. Pas op 9 november 2018 maakte Eriksson bekend bij de club te vertrekken. Hij vervolgde zijn carrière bij GIF Sundsvall, waar hij na afloop van het seizoen 2020 een punt achter zijn carrière zette.

### Interlandcarrière
Zijn goede spel levert Tobias Eriksson in 2010 een plek in de nationale ploeg van Zweden op. De middenvelder maakt op 21 januari 2010 zijn debuut in de oefeninterland tegen Oman. Twee dagen later speelt hij zijn tweede – en voorlopig laatste – interland tegen Syrië.

## Erelijst
Kalmar FF
- Supercupen 2009